# エストニアの首相
エストニアの首相（Eesti Vabariigi Peaminister）は、エストニア共和国の行政府の長。

## 歴代首相の一覧

### エストニア労働コミューン
| 代 | 首相の氏名           | 首相の氏名 | 所属政党         | 就任年月日 | 退任年月日 |
| -- | -------------------- | ---------- | ---------------- | ---------- | ---------- |
| 1  | ヤーン・アンヴェルト |            | エストニア共産党 | 1918年11月 | 1919年     |

### エストニア・ソビエト社会主義共和国
| 代 | 首相の氏名                 | 首相の氏名 | 所属政党                                    | 就任年月日     | 退任年月日     |
| -- | -------------------------- | ---------- | ------------------------------------------- | -------------- | -------------- |
| 1  | ヨハネス・ラウリスティン   |            | エストニア共産党                            | 1940年8月25日  | 1941年8月28日  |
| 2  | オスカル・セプレ           |            | エストニア共産党                            | 1941年8月28日  | 1944年9月26日  |
| 3  | アルノルト・ヴェイメル     |            | エストニア共産党                            | 1944年9月26日  | 1951年3月29日  |
| 4  | アレクセイ・ミューリセップ |            | エストニア共産党                            | 1951年3月29日  | 1961年10月12日 |
| 5  | ヴァルテル・クラウソン     |            | エストニア共産党                            | 1961年10月12日 | 1984年1月18日  |
| 6  | ブルーノ・サウル           |            | エストニア共産党                            | 1984年         | 1988年11月16日 |
| 7  | インドレク・トーメ         |            | エストニア共産党 「自由エストニア」民主連合 | 1988年11月16日 | 1990年3月30日  |
| 8  | エトカル・サヴィサール     |            | エストニア人民戦線                          | 1990年4月3日   | 1991年8月20日  |

### エストニア共和国
| 代 | 首相の氏名             | 首相の氏名 | 所属政党           | 内閣          | 就任年月日     | 退任年月日                                                   | 連立与党                             |
| -- | ---------------------- | ---------- | ------------------ | ------------- | -------------- | ------------------------------------------------------------ | ------------------------------------ |
| -  | エトカル・サヴィサール |            | エストニア人民戦線 | 第1次         | 1991年8月20日  | 1992年1月30日                                                | なし                                 |
| -  | ティート・ヴァヒ       |            | 無所属             | 第1次         | 1992年1月30日  | 1992年10月21日                                               | なし                                 |
| 9  | マルト・ラール         |            | 祖国民族連立党     | 第1次         | 1992年10月21日 | 1994年11月8日                                                | エストニア民族独立党 穏健            |
| 10 | アンドレス・タラント   |            | 穏健               | 第1次         | 1994年11月8日  | 1995年4月17日                                                | なし                                 |
| 11 | ティート・ヴァヒ       |            | エストニア連合党   | 第2次         | 1995年4月17日  | 1995年11月6日                                                | 農村人民連合 エストニア中央党        |
| 11 | ティート・ヴァヒ       | 第3次      | エストニア連合党   | 1995年11月6日 | 1997年3月17日  | 農村人民連合 エストニア年金生活者と家族連合 エストニア改革党 |                                      |
| 12 | マルト・シーマン       |            | エストニア連合党   | 第1次         | 1997年3月17日  | 1999年3月25日                                                | 農村人民連合                         |
| 13 | マルト・ラール         |            | 祖国連合           | 第2次         | 1999年3月25日  | 2002年1月28日                                                | エストニア改革党 穏健                |
| 14 | シーム・カラス         |            | エストニア改革党   | 第1次         | 2002年1月28日  | 2003年4月10日                                                | エストニア中央党                     |
| 15 | ユハン・パルツ         |            | 共和国             | 第1次         | 2003年4月10日  | 2005年4月12日                                                | エストニア改革党 エストニア人民連合  |
| 16 | アンドルス・アンシプ   |            | エストニア改革党   | 第1次         | 2005年4月12日  | 2007年4月5日                                                 | エストニア中央党 エストニア人民連合  |
| 16 | アンドルス・アンシプ   | 第2次      | エストニア改革党   | 2007年4月5日  | 2011年4月4日   | 祖国・共和国連合 社会民主党                                  |                                      |
| 16 | アンドルス・アンシプ   | 第3次      | エストニア改革党   | 2011年4月6日  | 2014年3月26日  | 祖国・共和国連合                                             |                                      |
| 17 | ターヴィ・ロイヴァス   |            | エストニア改革党   | 第1次         | 2014年3月26日  | 2015年3月30日                                                | 社会民主党                           |
| 17 | ターヴィ・ロイヴァス   | 第2次      | エストニア改革党   | 2015年4月9日  | 2016年11月23日 | 社会民主党 祖国・共和国連合                                  |                                      |
| 18 | ユリ・ラタス           |            | エストニア中央党   | 第1次         | 2016年11月23日 | 2019年4月29日                                                | 社会民主党 祖国・共和国連合（→祖国） |
| 18 | ユリ・ラタス           | 第2次      | エストニア中央党   | 2019年4月29日 | 2021年1月26日  |                                                              | 社会民主党 祖国・共和国連合（→祖国） |
| 19 | カヤ・カラス           |            | エストニア改革党   | 第1次         | 2021年1月26日  | 2022年7月14日                                                | エストニア中央党                     |
| 19 | カヤ・カラス           | 第2次      | エストニア改革党   | 2022年7月18日 | 2023年4月17日  |                                                              | エストニア中央党                     |
| 19 | カヤ・カラス           | 第3次      | エストニア改革党   | 2023年4月17日 | 2024年7月23日  | エストニア200 社会民主党                                     |                                      |
| 20 | クリステン・ミッハル   |            | エストニア改革党   | 第1次         | 2024年7月23日  | 在任中                                                       | エストニア200 社会民主党             |